# Mireille Ngosso

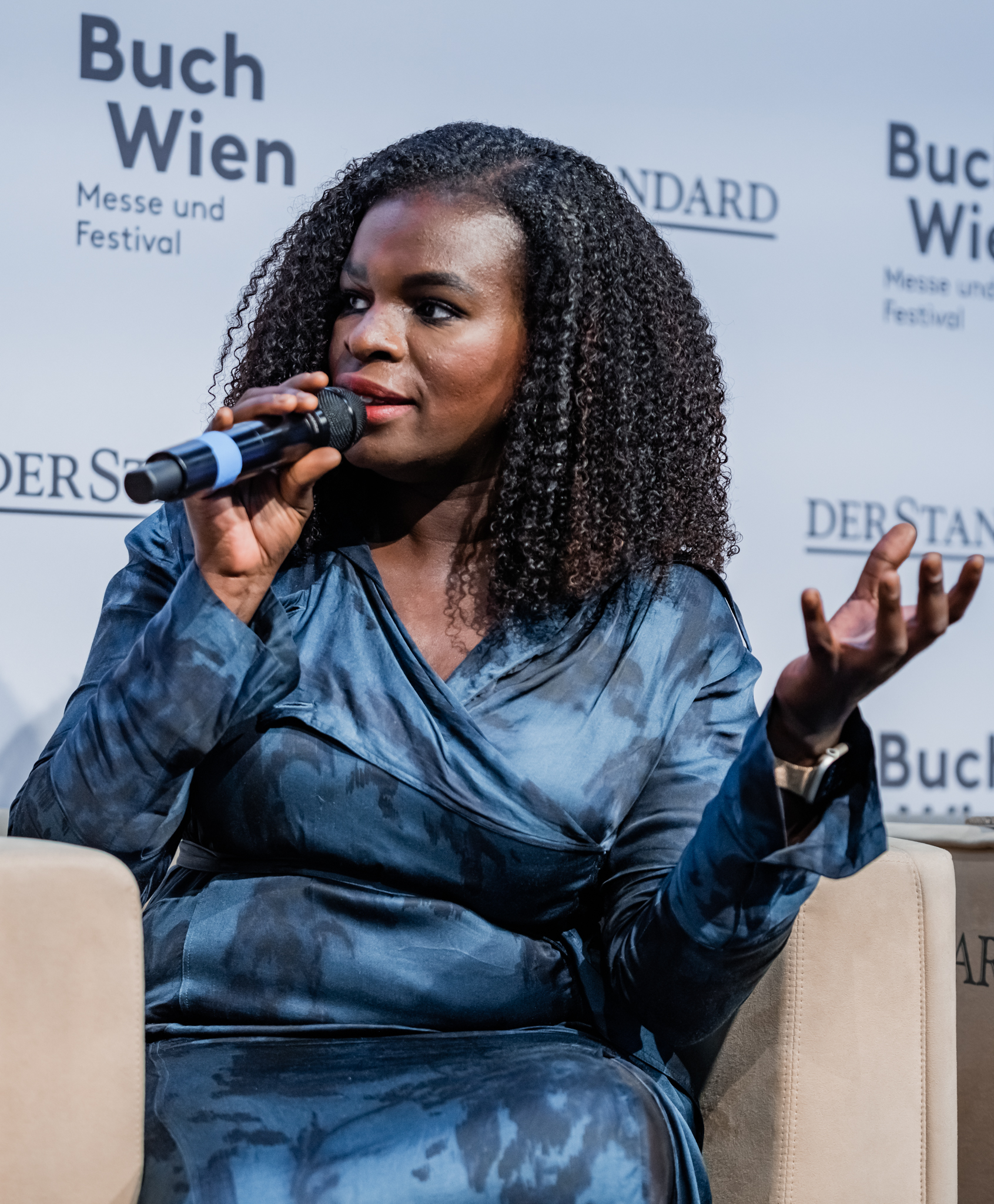
Mireille Ngosso bei der Buch Wien (2022)

Mireille Ngosso (* 1980 in Kinshasa, Demokratische Republik Kongo) ist österreichische Ärztin, Politikerin (SPÖ) und Aktivistin. Von November 2020 bis 2025 war Ngosso Mitglied des Wiener Gemeinderats und Landtags. Bis zu ihrer Kandidatur war sie stellvertretende Bezirksvorsteherin für die Innere Stadt. Ihre politischen Themen sind Antirassismus, Gesundheit, Frauen und Bildung. 

## Leben
Mireille Ngossos Eltern waren im Kongo beide politisch aktiv und wurden verfolgt. Der Vater ist Sozialist. Als sie drei Jahre alt war, flohen die Eltern mit ihr vor dem Regime des Diktators Mobuto zunächst ins benachbarte Angola, von dort nach Europa. 1984 bekam die Familie in Österreich Asyl und ließ sich in Wien nieder. Laut Ngosso wurden sie von der SPÖ und von der katholischen Kirche unterstützt.
Die Eltern hätten versucht, sie „übertrieben“ österreichisch zu erziehen. Zu Hause sei nur Deutsch und Französisch gesprochen worden. Sie besuchte zunächst ein Gymnasium, brach den Schulbesuch wegen der Probleme mit Lehrern ab. Sie jobbte und plante eine Karriere als Jazzsängerin. Ihr Vorbild war Nina Simone. Auf einem Abendgymnasium holte sie ihre Matura nach und entschied sich für ein Medizinstudium. Sie erlangte den Bachelor of Science an der Kingston University in London. Von 2005 bis 2016 studierte sie Humanmedizin an der Medizinischen Universität Wien. Mireille Ngosso ist seit 2019 in der Ausbildung zur Allgemeinchirurgin im Krankenhaus Hietzing.
Sie ist verheiratet und hat einen Sohn.

## Politische Tätigkeit
Seit 2010 ist Mireille Ngosso in der Wiener SPÖ aktiv. Von 2011 bis 2015 war sie im Bundespressedienst im Bundeskanzleramt. Von 2013 bis 2017 war sie Vorsitzende der Jungen Generation Innere Stadt. 2015 wurde sie Bezirksrätin. Sie ist seit 2018 Frauenvorsitzende der SPÖ, Stellvertreterin der Jungen Generation und stellvertretende Parteivorsitzende der SPÖ Innere Stadt. 2018 wurde sie zur Stellvertreterin des Bezirksvorstehers gewählt. Damit ist sie die erste Politikerin afrikanischer Herkunft in einem gewählten Amt in Österreich. Ihr wichtigstes Anliegen ist der Ausbau von leistbarem Wohnraum. Der erste Bezirk müsse ein Wohnbezirk bleiben. Als weiteren Schwerpunkt nannte sie eine verbesserte Gesundheitsversorgung.
Bei der internen Wahl für den Spitzenkandidaten der SPÖ für den ersten Bezirk für die Bezirksvertretungswahl 2020 erhielt sie mit 45,2 % nicht die nötige Mehrheit.
Im Juni 2020 organisierte sie die Black Lives Matter-Demonstration in Wien mit 50.000 Teilnehmern.
2025 legte sie ihr Amt als Landtagsabgeordnete und Gemeinderätin nieder, für sie rückte die bisherige Floridsdorfer Bezirksvorsteher-Stellvertreterin Astrid Pany nach.

## Rassistische Anfeindungen
Seit dem Anfang ihrer politischen Karriere soll Mireille Ngosso rassistischen Äußerungen laut eigenen Angaben ausgesetzt sein, vor allem im Internet. Es soll aber ein Zeichen für die Weltoffenheit der Stadt Wien sein, dass sie in ihre entsprechenden Funktionen gewählt wurde.

## Ehrungen
Bei den ersten Black Austrian Awards, die im Jahre 2018 erstmals vergeben wurden, erhielt Ngosso den Preis in der Kategorie Politisches Engagement.

## Publikationen
- 2022: Für alle, die hier sind, gemeinsam mit Faika El-Nagashi, Kremayr & Scheriau, Wien 2022, ISBN 978-3-218-01311-6.[13]